# Seymour Papert
Seymour Papert (Pretória, 1 de março de 1928 – Blue Hill, Maine, 31 de julho de 2016) foi um matemático e educador estadunidense nascido na África do Sul. Lecionava no Massachusetts Institute of Technology (MIT).
Papert estudou na Universidade de Witwatersrand, graduado em 1949 e obteve um PhD em matemática em 1952. Recebeu outro título de PhD, também em matemática, na Cambridge University em 1959, onde foi orientado por Frank Smithies.
Ele foi o teórico mais conhecido sobre o uso de computadores na educação, um dos pioneiros da inteligência artificial e criador da linguagem de programação LOGO (em 1967), inicialmente para crianças, quando os computadores eram muitos limitados, não existia a interface gráfica e muito menos a internet.
Na educação, Papert cunhou o termo construcionismo como sendo a abordagem do construtivismo que permite ao educando construir o seu próprio conhecimento por intermédio de alguma ferramenta, como o computador, por exemplo.
Desta forma, o uso do computador é defendido como auxiliar no processo de construção de conhecimentos, uma poderosa ferramenta educacional, adaptando os princípios do construtivismo cognitivo de Jean Piaget a fim de melhor aproveitar-se o uso de tecnologias.
Em 5 de dezembro de 2006 sofreu um grave acidente, quando foi atropelado por uma motocicleta em Hanoi, no Vietnam, onde estava como conferencista convidado de um congresso internacional.
Papert morreu em sua casa em Blue Hill, Maine, em 31 de julho de 2016.